# Xanthodaphne charcotiana
Xanthodaphne charcotiana é uma espécie de gastrópode do gênero Xanthodaphne, pertencente a família Raphitomidae.